# 그해, 여름 손님
《그해, 여름 손님》(영어: Call Me by Your Name)은 안드레 애치먼의 2007년 장편 퀴어 로맨스 소설이다. 이탈리아인 피아노 연주가 소년과 미국인 철학교수 사이의 사랑을 다룬다. 출간 당시 람다 문학상 게이 소설 부문을 수상했다. 원제의 의미는 '네 이름으로 나를 불러줘'로, 이는 작품 안에서 "네 이름으로 나를 불러 줘. 내 이름으로 너를 부를게."라는 대사로 재현된다. 대한민국에는 잔에서 정지현 번역으로 출간되었다.
루카 구아다니노 감독 연출로 영화화되어 2017년 개봉한다.